# Angel Note
Angel Note（エンジェル・ノート）は、東京都台東区に本拠地を置く音楽制作集団。

## 概要
1995年結成。2002年に活動を開始。PC用ゲームである『D.C. 〜ダ・カーポ〜』の主題歌「ダ・カーポ 〜第2ボタンの誓い〜」の編曲などを担当し、一部のPCゲームファンに認知されるようになる。2004年法人化。成人向けゲームやアニメの主題歌やBGMを中心に楽曲を提供している。2007年4月現在、3名のボーカリストと十数名の作曲家が所属している。個々のメンバーはそれぞれJ-POPや映画音楽、クラブミュージック等の分野でも活動している。（活動の規模に比して作曲家の数が明らかに多い。数名の中心メンバーを除く残りの作曲家はフリーランスとしての活動のかたわらにAngel Noteに参加しているのではないかと思われている。）なお、2006年前後まで作編曲に関してはAngel Note名義で行うことが多かったため、どのメンバーが作編曲を担当したのか知られていない曲が相当数ある。
2008年5月16日よりレコードレーベルStar Rose label（スターローズレーベル）立ち上げに伴い、Angel Note関連のインターネットラジオ番組を開始した。パーソナリティは2組あり、1組目はRirykaとなかせひなによる『ひなとRirykaのキラキラスパイス』（2008年5月〜7月は第2金曜日更新、8月1日更新分以降は隔週更新に変更）、2組目は中山♡マミと内藤侑史による『マミと侑史のなないろ☆パラダイス』（毎月第4金曜日更新、2008年12月分更新をもって終了）を放送している。2009年10月23日より、不定期更新でなかせとゲームメーカーLump of Sugarの社員2名（萌木原ふみたけ・ひろりん）によるユニットUMAの番組『UMA×UMA』を放送開始。その後、2011年4月よりキラキラスパイスが中央FMでの動画収録に移行されたのを機に、カップリング番組が『大下孝太のトライアル＆エラー』となって現在に至る。

## 主なメンバー

### クリエイター
前述の通り、Angel Note名義での活動が多かったため作曲家についてはあまり多くは知られていない。
飯野ハジメ（いいの はじめ）
Angel Note設立者にして元代表。2006年以降のAngel Note名義でクレジットされている楽曲のほとんどは飯野及び現代表の鈴木の手によるものらしい。
鈴木ルヒカ（すずき るひか）
2004年、法人化に伴いプロデューサーとして加入。TVアニメのBGM等も手がけている。2008年に飯野に代わって代表となった。ネットラジオ『ひなとRirykaのキラキラスパイス』では番組プロデューサーとして活躍し、同番組内であるリスナーの投稿により「'エライちゃん」（Rirykaからは「Sプロデューサー」もしくは「SP」）と名づけられた。なお、彼の手がけたBGMはTBS系列のバラエティ番組『ぴったんこカン・カン』のロケ中でも使用されている。
不知火つばさ（しらぬい つばさ）
多くのボーカル曲で作編曲を担当するAngel Noteの中心的作曲家の一人。初期メンバーの一人。オケヒットやドラムなどのリズムが特徴的な曲が多い。
井ノ原智（いのはら さとる）
初期メンバーの一人。アニメの主題歌やBGMを多く手がけている。ボーカル曲では編曲のみ担当することが多かったが、最近では作曲も担当。派手な曲調の曲が多い。パーカッショニスト。
佐々倉マコト（ささくら まこと）
初期メンバーの一人。さまざまな曲調のBGMを広く担当している。ボーカル曲ではキュートポップ系を得意とする。その一点の隙もない曲作りから「ミスターノーリテイク」と呼ばれる。キーボーディスト。
伊福部武史（いふくべ たけし）
アニメやゲーム、ドラマのBGMを多く手がける。ヴァイオリニスト。
森まもる（もり まもる）
BGMを多く担当。オーケストラ系の編曲を特に得意とする。また、新旧機材に造詣が深く、常に最高の音を出すべく研究を重ねている。
椎名俊介（しいな しゅんすけ）
2006年より参加。ギタリスト。ボーカル曲を多く担当。不知火や井ノ原と並んでPCゲーム主題歌を担当することの多い作家の一人。ポップス系統の楽曲を得意としている。また、他の作家と比べて演奏時間の短い楽曲が比較的多く、スローテンポの楽曲でも4分未満である場合が多い。
原田勝通
TVアニメ『ギャラクシーエンジェる〜ん』のBGMなども手がけている。洒落た雰囲気の曲作りを得意とする。
BAL（ばる）
ギタリストであるユージ・ナイトー（内藤侑史）とベーシスト及びレコーディングエンジニアである山田屋カズ（山田和裕）によるユニット。ロックや哀愁感のある楽曲を得意としている。
内藤はBasiL制作『それは舞い散る桜のように』を始め、Navelの主要サウンドスタッフとしても活動していた。大の埼玉西武ライオンズファンで、彼が担当したネットラジオ『マミと侑史のなないろ☆パラダイス』では音楽番組であるにもかかわらず、西武のレプリカユニフォームを着用して収録に臨んだり、何度か熱く語ったことがある。2011年10月よりカタカナのユージ・ナイトーと名義を変更した。
内藤と山田は高校時代の同級生でもある。公式の顔出しは行っていないが、何度かRirykaのブログで写真が出てきたことがある。また、BAL独自でサイトも保有している。
Master IT Works（マスター・イット・ワークス）
RIMIXER。Clubでの活動を中心に、ゲームの主題歌などのリミックスも担当。
MCTA（エムシー・ティーエー）
1980年代から音楽シーンで活動しており、数々の経歴を持つ。
R.East
ギタリスト。その経験を生かした曲作りをする。
kala
歌い手の一人でもある。代表曲はボーカリストの項目を参照。
Meis Clauson（メイス クラウソン）
2011年より参加。『俺の妹がこんなに可愛いわけがない。』『きんいろモザイク』などのテレビアニメにも楽曲を提供している。
エモーショナルな曲調を得意としている。
篠原瑞希（しのはら みずき）
2011年より参加。「しの」という名義で同人活動を行っている。
※以上がAngel Note公式HPに名前があるメンバー。以下はゲーム等のクレジットでのみ表記のあった人物（正式にはメンバーではない可能性がある）。
Raqia
Angel Note結成時の中心的人物（らしい）。
Junosam
舞台音楽を中心に活動しているらしい。
古池孝浩

### ボーカリスト
Angel Noteにおいては、ボーカリストは自身の楽曲のボーカルと同時に作詞も担当することが多い（まれに作詞のみ担当することもある）。下に挙げるのはAngel Noteに正式に所属するボーカリストで、ゲストボーカルは含めない。彼女らの楽曲はごく一部の例外を除いてAngel Noteのクリエイターが提供している。
中山♡マミ（なかやま まみ）
伸びのある歌声を持ち、主に可愛らしいイメージの曲を担当する。不知火の楽曲が多い。普段、会話の際は関西弁を使う。なお、名前にハートマークがあるが読みはない。
また、作曲家やピアニストとしての顔も持ち、工画堂スタジオの作品である『ソルフェージュ』ではBGMを担当している。
Riryka（リリカ）
2006年半ばまでみるくくるみという名義で活動していた。
ハスキーで艶やかな歌声を持つ。ジャンルにとらわれず、勢いのある力強い楽曲を多く担当する。2007年『Bravin' Bad Brew』でメジャーデビュー。
Angel Note所属作家では不知火と井ノ原の楽曲を担当することが多いが、Angel Note所属作家以外の作家による楽曲も多い。
kala（カラ）
1998年から2002年まで細井聡司とのユニットEnergy fieldで活動。2004年からAngel Noteに参加。幻想的な楽曲を多く担当する。
シンガーソングライターとしても活躍し、作曲・編曲やAngel Note所属の他のボーカリストへの楽曲提供も行っている。
神代あみ（かみしろ あみ）
2007年から参加。PCゲーム主題歌方面のメインボーカリスト。可愛らしい声でありながらも、パワーもある。椎名の楽曲が多い。
瀬名（せな、現：しほり）
2007年から参加。他のメンバーとは違いランティスに所属し、中西亮輔を中心とした外部の作家が楽曲提供することが多い。
夏希美羽（なつき みう）
2011年から参加。ブラックミュージックをベースとした中低音の歌声で、バラード曲を得意としている。
葉月
2011年から参加。歌唱とともに作詞活動も行う。
羽生みいな
春風まゆき

## 元メンバー

### ボーカリスト
真里歌（まりか）
以前に『奥山マヨ』や『Sizuku』という名義で活動していた時期がある。
一時活動を休止していたが、2007年に改名し活動再開。しっとりとした声が特徴で、ロックやバラード曲を得意とする。
2014年10月をもってフリーランスとなる。

## ディスコグラフィ
1st Original Album 『Love Story 〜Angel Note〜』
- 2004年3月31日発売 / AKCI-26009 / エイベックス・ディストリビューション

| #  | 曲名                            | 歌手         | タイアップ・備考                                                      |
| -- | ------------------------------- | ------------ | --------------------------------------------------------------------- |
| 1  | Love Story                      | 中山♡マミ    | タイトル曲                                                            |
| 2  | 見えない翼                      | Sizuku       | Witch『片翼の天使』OP                                                 |
| 3  | 心あるかぎり                    | 中山♡マミ    | Waffle『決意と決別と〜調教されし者〜』OP                              |
| 4  | Love doll                       | 中山♡マミ    | エスクード『ラブリー・ラブドール』OP                                  |
| 5  | INNOCENT Remix Version          | みるくくるみ | エスクード『ジュエルスオーシャン』OP                                  |
| 6  | challenge myself for the goal   | 中山♡マミ    | CROWD『Yin-Yang! X Change Alternative』OP                             |
| 7  | SEASON                          |              | CDPA『季節の花嫁』                                                    |
| 8  | 世界の果て                      | 中山♡マミ    | トロピカルソフト『Revenir』                                           |
| 9  | J・I・K・O・G・I・S・E・I       |              | フロンティアワークス『らいむいろ戦奇譚ドラマCD SP2斬れ!世直し礼武隊』 |
| 10 | K・I・S・E・K・I                |              | フロンティアワークス『らいむいろ戦奇譚ドラマCD SP2斬れ!世直し礼武隊』 |
| 11 | Love Story 〜ピアノバージョン〜 | 中山♡マミ    | タイトル曲                                                            |

Angel Note BEST COLLECTION 『Angelic Gift』
- 2005年4月27日発売 / LHCA-5008 / Mellow Head

| #  | 曲名                             | 歌手         | タイアップ                                |
| -- | -------------------------------- | ------------ | ----------------------------------------- |
| 1  | 友達以上恋人未満                 | 中山♡マミ    | Studio Mebius『友達以上恋人未満』OP       |
| 2  | 恋するハート                     | 中山♡マミ    | Studio e・go!『魔王の娘たち』OP           |
| 3  | 虹の向こう                       | みるくくるみ | Studio e・go!『風の継承者』OP             |
| 4  | 過去と夢                         | Sizuku       | 美遊『幽明境を異にする』IM                |
| 5  | INNOCENT                         | みるくくるみ | エスクード『ジュエルスオーシャン』OP      |
| 6  | 頑張っちゃいます、はい。         | 中山♡マミ    | Witch『もふ×もきゅ』OP                    |
| 7  | 鼓動                             | Sizuku       | エスクード『英雄×魔王』OP                 |
| 8  | from the distant night sky       | 中山♡マミ    | CROWD『Yin-Yang! X Change Alternative』OP |
| 9  | ふたつの心理                     | 中山♡マミ    | エスクード『流聖天使プリマヴェールV』OP   |
| 10 | You change the color of my heart | 中山♡マミ    | Studio e・go!『おかえしび～すと!!』OP     |
| 11 | オモイノチカラ                   | みるくくるみ | Studio Mebius『友達以上恋人未満』挿入歌   |
| 12 | Sleep in my love                 | kala         | Overflow『LOST M』ED                      |

Angel Note BEST COLLECTION II 『Utopia』
- 2006年8月23日発売 / LHCA-5051 / Mellow Head

| #  | 曲名                         | 歌手             | タイアップ・備考                              |
| -- | ---------------------------- | ---------------- | --------------------------------------------- |
| 1  | 桃源郷                       | Riryka           | Studio Mebius『The God of Death』OP           |
| 2  | chu-chu-chu                  | 中山♡マミ        | Studio Ring『すぱっちゅ!』ED                  |
| 3  | Utopia                       | kala             | Artel『Horizont』ED                           |
| 4  | I'll try my best!!           | 中山♡マミ & U-ko | ぱじゃまソフト『プリンセスうぃっちぃず』OP    |
| 5  | 紺色と黒のファンタジー       | 中山♡マミ        | Studio Ring『すぱっちゅ!』OP                  |
| 6  | 絆は銀の糸                   | 榊原ゆい         | MOONSTONE『Gift』霧乃キャラクターソング       |
| 7  | REAL                         | Riryka           | Artel『Horizont』OP                           |
| 8  | トビラ 〜明日への地図〜      | Sizuku           | RaSeN『突撃天使かのん』OP                     |
| 9  | 空にキス                     | Riryka           | X Wind『スクールなびげーしょん』OP            |
| 10 | 迷宮 〜Endless Labyrinth〜   | kala             | X Wind『スクールなびげーしょん』ED            |
| 11 | ハートのベルはring ring ring | ましろゆき       | Studio Ring『はじめてのおてつだい』OP         |
| 12 | LaLa サマーホリデイズ        | 中山♡マミ        | TEAM-EXODUS『しょうよん!コドモ★ちゃれんじ』OP |
| 13 | 月光花                       | Riryka           | Studio Mebius『The God of Death』ED           |

Angel Note BEST COLLECTION III 『BELLES DIVAS』
- 2007年3月17日発売 / LHCA-5065 / Mellow Head

| #  | 曲名                 | 歌手      | タイアップ・備考                                            |
| -- | -------------------- | --------- | ----------------------------------------------------------- |
| 1  | Beautiful Harmony    | 榊原ゆい  | ゆずソフト『ぶらばん! -The bonds of melody-』OP             |
| 2  | Up to you            | 中山♡マミ | BLUE GALE『エルフィンローズ』OP                             |
| 3  | Miss you             | Riryka    | UNiSONSHIFT『おしえてRe：メイド』OP                         |
| 4  | 小夜鳴鳥に背を向けて | kala      | Mink『風間 愛』IM                                           |
| 5  | Keep back my tears   | 中山♡マミ | JANIS『CROSS FIRE』OP                                       |
| 6  | Favorite Love        | 榊原ゆい  | 銀時計『おたく☆まっしぐら』OP                               |
| 7  | カッコよくなくちゃ!  | 中山♡マミ | Studio e・go!『あおぞらマジカ!!』OP                         |
| 8  | 壊れた月             | kala      | CLOCKUP『欠けた月は戻らない』OP                             |
| 9  | Strong Will          | 中山♡マミ | Carriere『初恋撫子』ED                                      |
| 10 | 傷跡                 | Riryka    | RaSeN『魔法天使ミサキ2』OP                                  |
| 11 | Wake me up!          | 榊原ゆい  | Carriere『初恋撫子』OP                                      |
| 12 | 今日も笑顔で         | 中山♡マミ | Studio e・go!『メンアットワーク!4〜ハンター達よ永遠に〜』ED |
| 13 | Moving Love          | kala      | UNiSONSHIFT『おしえてRe：メイド』ED                         |
| 14 | 咲く未来             | 中山♡マミ | Waffle『故郷の詩』OP                                        |
| 15 | In Your Sky          | 榊原ゆい  | 銀時計『おたく☆まっしぐら』ED                               |
| 16 | My Dear              | 中山♡マミ | ゆずソフト『ぶらばん! -The bonds of melody-』ED             |

Angel Note BEST COLLECTION IV 『BE NUTS ABOUT ANGELS』
- 2008年6月27日発売 / SRL-1001 / Star Rose Label

| #  | 曲名               | 歌手         | タイアップ・備考                                   |
| -- | ------------------ | ------------ | -------------------------------------------------- |
| 1  | トキメキDay by day | 神代あみ     | キャラメルBOX『やるきばこ2』OP                     |
| 2  | Trust in me        | 榊原ゆい     | ゆずソフト『E×E』OP                                |
| 3  | みだれ髪           | Riryka       | アトリエかぐや『夏神』OP                           |
| 4  | Let's Do It!       | 中山♡マミ    | エスクード『彗聖天使プリマヴェールZwei』OP         |
| 5  | 星屑の天使         | 真里歌       | エスクード『彗聖天使プリマヴェールZwei』ED         |
| 6  | Clover             | みとせのりこ | METEOR『クローバーポイント』OP                     |
| 7  | Happy xx time      | 神代あみ     | エスクード『ワンダリング・リペア!』OP              |
| 8  | Eternity Star's    | 中瀬ひな     | CLOCKUP『とらい☆すたーず』OP                       |
| 9  | Festivity          | 榊原ゆい     | UNiSONSHIFT『Chu×Chuぱらだいす ～Encore Live～』OP |
| 10 | 月光 〜君恋し夜〜  | Riryka       | Studio e・go!『月神楽』OP                          |
| 11 | パーソナルスペース | 榊原ゆい     | しゃんぐりら『暁の護衛』ED                         |
| 12 | true drop          | 霜月はるか   | ゆずソフト『E×E』ED                                |
| 13 | 碧い約束           | 真里歌       | Tail Wind『Maria 天使のキスと悪魔の花嫁』ED        |
| 14 | endlessly          | 中山♡マミ    | Tail Wind『剣乙女ノア』ED                          |
| 15 | Green Road         | kala         | METEOR『クローバーポイント』ED                     |
| 16 | 晴れのち曇り時々雨 | 榊原ゆい     | ALcot『Fairchild』ED                               |

Angel Note BEST COLLECTION V 『Sing Song Swing』
- 2008年8月29日発売 / SRL-1002 / Star Rose Label

| #  | 曲名                                          | 歌手      | タイアップ・備考                                                         |
| -- | --------------------------------------------- | --------- | ------------------------------------------------------------------------ |
| 1  | Little wing                                   | 榊原ゆい  | 工画堂スタジオ『ソルフェージュ』OP                                       |
| 2  | 色褪せた旋律                                  | Riryka    | Triangle『セイグリッドグラウンド』OP                                     |
| 3  | 彼女×彼女×彼女 〜今夜はぎゅっと抱きしめてね〜 | 中山♡マミ | ωSTAR『彼女×彼女×彼女』OP                                                |
| 4  | 絆                                            | 真里歌    | 暁WORKS『るいは智を呼ぶ』OP                                              |
| 5  | Fairy tale of fantasy                         | 中瀬ひな  | ユニゾンシフト・クレア『ファンタジカル』OP                               |
| 6  | ふたりのり                                    | 神代あみ  | アトリエかぐや『夏神』ED                                                 |
| 7  | NAMIDA                                        | Riryka    | ユニゾンシフト・アクセント『ユニティマリアージュ～ふたりの花嫁～』挿入歌 |
| 8  | Eternal Ring                                  | 榊原ゆい  | ユニゾンシフト・アクセント『ユニティマリアージュ～ふたりの花嫁～』OP     |
| 9  | 涙の破片                                      | 中山♡マミ | CLOCKUP『凛辱の城 傀儡の王』OP                                           |
| 10 | Castle of Heaven                              | 神代あみ  | NOA『Witch's Slave ～ワタシの脚をお舐め～』OP                            |
| 11 | 誇り高き勇者                                  | Riryka    | すたじお緑茶『マジカライド』挿入歌                                       |
| 12 | Purest Days                                   | 真理絵    | ALcot『FairChild』IM                                                     |
| 13 | 薔薇に抱かれて                                | Riryka    | Tail Wind『Maria 天使のキスと悪魔の花嫁』OP                              |
| 14 | CROSS WORLD                                   | 神代あみ  | Studio e.go!『りとるピース』OP                                           |
| 15 | 最初の一歩                                    | 中山♡マミ | エスクード『ワンダリング・リペア!』ED                                    |
| 16 | 宝物                                          | Riryka    | 暁WORKS『るいは智を呼ぶ』ED                                              |

Angel Note BEST COLLECTION VI 『Heartful Moment』
- 2009年8月28日発売 / SRL-1004 / Star Rose Label

| #  | 曲名              | 歌手              | タイアップ・備考                                                   |
| -- | ----------------- | ----------------- | ------------------------------------------------------------------ |
| 1  | 秋陽              | 真里歌            | ALcotハニカム『クレナイノツキ』ED                                  |
| 2  | keep on going     | 榊原ゆい          | りぷる『りんかねーしょん☆新撰組っ!』OP                             |
| 3  | 戦士たちのLullaby | 瀬名              | ガンホー・ワークス『英雄戦記レーヴァテイン』IM                     |
| 4  | Moon Story        | UR@N              | すたじお緑茶『片恋の月えくすとら』OP                               |
| 5  | 魂の炎            | UMA               | Lump of Sugar『タユタマ It's Happy Days』挿入歌                    |
| 6  | 希望の歌          | 青葉りんご        | Tail Wind『Trample on "Schatten!!"～かげふみのうた～』OP           |
| 7  | Crusader Dream    | Riryka & 中瀬ひな | アトリエかぐや『ダンジョンクルセイダーズ2』OP                      |
| 8  | 火華乱舞!         | 神代あみ          | Studio e・go!『トキノ戦華』OP                                      |
| 9  | Moon Garden       | Riryka            | すたじお緑茶『片恋の月えくすとら』挿入歌                           |
| 10 | クレナイノツキ    | 中瀬ひな          | ALcotハニカム『クレナイノツキ』OP                                  |
| 11 | はっぴぃ          | yuiko             | UNISONSHiFT ACCENT『しこたまスレイブ-あるじで姉妹な天使と悪魔-』ED |
| 12 | ナ・イ・ショの恋  | 榊原ゆい          | Chien『らくがきオーバーハート』OP                                  |
| 13 | 鏡の森            | 片霧烈火          | Tail Wind『Trample on "Schatten!!"～かげふみのうた～』IM           |
| 14 | everlasting       | 神代あみ          | Roseblue『Stellar☆Theater』ED                                      |
| 15 | 笑顔に会いたくて  | Riryka            | アトリエかぐや『さらさらささら』OP                                 |
| 16 | 輝いたまま        | 中山♡マミ         | あっぷりけ『コンチェルトノート』挿入歌                             |

Angel Note BEST COLLECTION VII  『Providence』
- 2010年5月28日発売 / SRL-1005 / Star Rose Label

| #  | 曲名                       | 歌手                   | タイアップ・備考                                    |
| -- | -------------------------- | ---------------------- | --------------------------------------------------- |
| 1  | Get the Future             | Riryka & なかせひな    | CLOCKUP『ルーンロオド』OP                           |
| 2  | 幻想の城                   | 榊原ゆい               | しゃんぐりら『暁の護衛～罪深き終末論～』OP          |
| 3  | Run                        | tohko                  | 暁WORKS『コミュ』ED                                 |
| 4  | precious                   | 中山♡マミ              | Aries『Angel Navigate』OP                           |
| 5  | キラリ                     | 真里歌                 | でぼの巣製作所『神楽道中記』OP                      |
| 6  | そらをとぶふねのうた       | Riryka                 | だんでらいおん『そらふね』OP                        |
| 7  | AGAIN                      | ゆうな（たかはし智秋） | 工画堂スタジオ『ソルフェージュ～La finale～』挿入歌 |
| 8  | Cherry My Heart            | 神代あみ               | SMEE『らぶでれーしょん!』OP                         |
| 9  | 虹色の季節                 | 榊原ゆい               | Chien『RGH〜恋とヒーローと学園と〜』ED              |
| 10 | Family Bond                | 成瀬未亜 & みる        | ALcot『幼なじみは大統領』挿入歌                     |
| 11 | りんかねーしょん☆新撰組っ! | なかせひな             | りぷる『りんかねーしょん☆新撰組っ!』挿入歌          |
| 12 | やさしさは水の調べ         | 中山♡マミ              | Hearts『メルクリア〜水の都に恋の花束を〜』ED        |
| 13 | こころのプリズム           | 桜坂かい               | 暁WORKS『コミュ』挿入歌                             |
| 14 | Sparkle days               | Riryka                 | アトリエかぐや『マジカルウィッチコンチェルト』OP    |
| 15 | next to…                   | 真里歌                 | Roseblue『Stellar☆Theater』挿入歌                   |
| 16 | MUGEN∞MIRAI                | 神代あみ               | ゆずソフト『天神乱漫 -LUCKY or UNLUCKY!?-』ED       |

Angel Note BEST COLLECTION VIII 『ORANGE CANDY BOX』
- 2011年5月6日発売 / SRL-1006 / Star Rose Label

| #  | 曲名               | 歌手                 | タイアップ・備考                                          |
| -- | ------------------ | -------------------- | --------------------------------------------------------- |
| 1  | our precious bond  | 中山♡マミ & 神代あみ | Aries『とらぶる＠すぱいらる』OP                           |
| 2  | Change&Chance!     | 榊原ゆい             | ゆずソフト『のーぶる☆わーくす』OP                         |
| 3  | わたしの大事なもの | 橋本みゆき           | しとろんソフト『初恋タイムカプセル』OP                    |
| 4  | 夏のファンタジア   | 佐藤ひろ美           | あっぷりけ『黄昏のシンセミア』OP                          |
| 5  | I believe in you   | tohko                | Lump of Sugar『Hello,good-bye』挿入歌                     |
| 6  | アイという名の地図 | 真里歌               | Yatagarasu『ココロの住処』OP                              |
| 7  | shining brightly   | Riryka & なかせひな  | Nomad『ナイトカーニバル!』OP                              |
| 8  | 刃に残るは君の面影 | Rita                 | ALcotハニカム『Vestige-刃に残るは君の面影』OP             |
| 9  | Friends            | tohko                | 暁WORKS『るいは智を呼ぶFD』OP                             |
| 10 | everlasting        | Riryka               | でぼの巣製作所『神楽道中記』OP                            |
| 11 | dear               | なかせひな           | ALcotハニカム『Vestige-刃に残るは君の面影』ED             |
| 12 | 水色ステージ       | 真里歌               | アトリエかぐや『すぷらっしゅ!』OP                         |
| 13 | 望郷歌〜まほろば〜 | 佐藤ひろ美           | でぼの巣製作所『神楽幻想譚』OP                            |
| 14 | Cherry Days        | 神代あみ             | アトリエがくやBerkshire Yorkshire『さくら色カルテット』OP |
| 15 | 想ひ出小往         | 瀬名                 | でぼの巣製作所『神楽幻想譚』ED                            |
| 16 | Dear My Precious   | 片霧烈火             | ALcotハニカム『リアル妹がいる大泉君のばあい』ED           |

Angel Note BEST COLLECTION IX 『Venus Voice』
- 2013年3月29日発売 / SRL-1007 / Star Rose Label

| #  | 曲名                         | 歌手                   | タイアップ・備考                                                       |
| -- | ---------------------------- | ---------------------- | ---------------------------------------------------------------------- |
| 1  | Knowing                      | 真里歌                 | Aries『俺の彼女のウラオモテ』OP                                        |
| 2  | 未来への一歩                 | 民安★ROCK              | Sweet Sugar『未来はキミに恋してる』OP                                  |
| 3  | 光臨!大天使ラビエル☆         | ラビエル（なかせひな） | Lump of Sugar『花色ヘプタグラム』キャラクターソング                    |
| 4  | はっぴぃなんだからいいじゃん | 西野みく               | ユニゾンシフト・アクセント『おたマ!〜おたく仲間はちっこいマニア〜』OP  |
| 5  | Sweet Love                   | tohko                  | APRICOT PLUM『なでしこドリップ』OP                                     |
| 6  | 紅舞                         | 佐藤ひろ美             | でぼの巣製作所『紅神楽』OP                                             |
| 7  | 故郷                         | Kicco                  | Lump of Sugar『花色ヘプタグラム』ED                                    |
| 8  | Scarlet                      | 榊原ゆい               | ゆずソフト『DRACU-RIOT!』OP                                            |
| 9  | MASAKASA PARADISE            | 神代あみ with TRIAL    | MANATSU_8『現在もいつかもふぁるなルナ』OP                              |
| 10 | 約束                         | Rita                   | NanaWind『ユユカナ-under the Starlight-』OP                            |
| 11 | Le Conseil                   | tohko                  | Yatagarasu『古色迷宮輪舞曲』OP                                         |
| 12 | YOu & ME = Happy!            | 榊原ゆい               | Chien『よめはぴ 〜You make happy!〜』OP                                |
| 13 | 描いてた夢                   | 柚木ちな               | SMEE『同棲ラブラブル』OP                                               |
| 14 | 新しい調べ                   | 中山♡マミ              | ALcotハニカム『春季限定ポコ・ア・ポコ!』ED                             |
| 15 | 夕焼けのマージナル           | Riryka                 | だんでらいおん『たいせつなきみのために、ぼくにできるいちばんのこと』OP |
| 16 | Guiding Star                 | 夏希美羽               | だんでらいおん『流星のアーカディア』ED                                 |

Angel Note BEST COLLECTION X 『To the Brilliant Future』
- 2014年5月2日発売 / SRL-1008 / Star Rose Label

| #  | 曲名                     | 歌手       | タイアップ・備考                                                           |
| -- | ------------------------ | ---------- | -------------------------------------------------------------------------- |
| 1  | 疾るセカイと僕らのミライ | Riryka     | りぷる『ミライセカイのプラネッタ』OP                                       |
| 2  | Next To You              | しほり     | でぼの巣製作所『戦刃乙女』ED                                               |
| 3  | 二人のアルバム           | 夏希美羽   | SMEE『フレラバ』ED                                                         |
| 4  | Find The Gate            | 真里歌     | Aries『ナイものねだりはもうお姉妹』テーマソング                            |
| 5  | Blue-Love Chime          | nao        | ゆずソフト『天色＊アイルノーツ』OP                                         |
| 6  | School Festival!!        | 榊原ゆい   | Chien『よめはぴ ～You make happy!～』挿入歌                                |
| 7  | 闇夜の彼方               | 真里歌     | Yatagarasu『闇夜に踊れ-Witch wishes to commit the Night-』OP               |
| 8  | Chemin                   | tohko      | Yatagarasu『テンタクルロード‐我が手に堕ちよ勇壮なる乙女‐』OP               |
| 9  | ASAGI                    | なかせひな | リリス『対魔忍アサギ3』IM                                                  |
| 10 | Aliare                   | 葉月       | ALcotハニカム『春季限定ポコ・ア・ポコ!』OP                                 |
| 11 | 未来は・・・             | 中山♡マミ  | ALcotハニカム『あえて無視するキミとの未来 〜Relay broadcast〜』ED          |
| 12 | シャムロック             | Riryka     | アトリエかぐや『プレスタ!～Precious☆Star'sフェスティバル～』OP             |
| 13 | Only Your Precious Star  | しほり     | アトリエかぐや『プレスタ!～Precious☆Star'sフェスティバル～』ED             |
| 14 | 観覧車                   | Duca       | だんでらいおん『めぐる季節の約束とつないだその手のぬくもりと』テーマソング |
| 15 | Tricky Love              | 神代あみ   | MANATSU_8『シロガネオトメ』OP                                              |
| 16 | 終わりは終わりじゃない   | 中山♡マミ  | UNiSONSHIFT『おたマ!～おたく仲間はちっこいマニア～』ED                     |

## Star Rose label
Star Rose label（スター・ローズ・レーベル）は、Angel Noteの関連音楽レーベル。